# The Royal Razz
The Royal Razz est un film muet américain réalisé par Leo McCarey et sorti en 1924.

## Synopsis
Un père passionné par les fêtes de fin d'année, joue au Père Noël et tire un gigantesque chariot plein de cadeaux dans les rues, ce qui agace les gens qui marchent derrière lui. La mesure atteint comble lorsqu'il traîne un arbre de Noël géant à la maison.

## Fiche technique
- Réalisation : Leo McCarey
- Production : Hal Roach
- Date de sortie :
  - États-Unis : 21 décembre 1924

## Distribution
- Charley Chase
- Olive Borden
- Katherine Grant
- Jules Mendel
- Robert Page
- Martha Sleeper